# Benátská věž (Drač)
Benátská věž (albánsky Torra Veneciane nebo také Kulla veneciane) je jedna z dochovaných věží původního městského opevnění albánského přístavního města Drač. Nachází se v samém středu města, v blízkosti přístavu, na třídě Rruga Kont Urani. Patří k hlavním symbolům dějin města a je turisticky navštěvovaným objektem.
Věž byla vybudována v 15. století, kdy město Drač ovládala Benátská republika. Vznikla na místě starší, byzantské věže, která stála na témže místě. Má výšku devět metrů a průměr 16 m. Uvnitř je vedeno kruhové schodiště s přístupem na terasu. Terasa sloužila po nějakou dobu jako kavárna.
V roce 2017 byly v okolí věže provedeny archeologické výkopy, které organizovalo město Drač. Jejich provedení však bylo kritizováno jako necitlivé. Po dokončení vykopávek byla k blízkosti věži přeložena ulice Rruga Kont Urani. Celé okolí věže bylo kompletně přestavěno v rámci projektu Veliera, který byl realizován v hodnotě 6 milionů eur.